# LIVE555
LIVE555 스트리밍 미디어(LIVE555 Streaming Media)는 멀티미디어 스트리밍을 위해 라이브 네트웍스가 개발한 오픈 소스 (LGPL) C++ 라이브러리들의 모임이다. 이 라이브러리는 스트리밍을 위해 RTP/RTCP, RTSP 등의 개방형 표준을 지원하며, H.264, H.265, MPEG, VP8, DV 외에도 MPEG, AAC, AMR, AC-3, Vorbis 등의 오디오 RTP 페이로드 포맷도 관리할 수 있다. VLC, 엠플레이어 등 잘 알려진 소프트웨어에 내부적으로 쓰이고 있다.
이 소프트웨어 배포판은 또한 완전한 RTSP 서버 애플리케이션, RTSP 클라이언트, RTSP 프록시 서버도 포함하고 있다.